# Merico

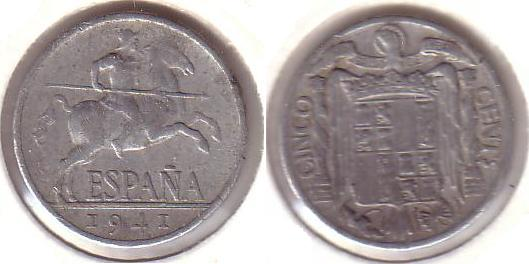
Moneda de 5 cts. de peseta de 1941.

Merico, Meric o Mericus fue el caudillo de un grupo de mercenarios hispanos al servicio de Siracusa en el tiempo que esta ciudad estaba controlada por los cartagineses y bajo el asedio del ejército romano de Marco Claudio Marcelo en el año 212 a. C.

## Biografía
Después de la salida de Epícides de Siracusa y la masacre de los oficiales que había dejado con el mando, fueron nombrados seis generales o pretores, uno de los cuales fue Mericus. Mericus estableció contacto con otro mercenario hispano, pero que militaba al servicio de los romanos, y aprovechando que se le había confiado el mando de la isla de Ortigia, permitió el acceso de una unidad romana a esa fortaleza, lo que en la práctica significó la victoria romana. Marcelo recompensó a Mericus con 500 yugadas de tierra, la ciudadanía romana y el honor de permanecer a su lado en la ceremonia de triunfo, durante la que recibió una ovación.
A los hispanos se les concedió la ciudad de Murgantia, y durante su gobierno se acuñaron monedas con la inscripción latina "HISPANORVM" y la figura en el reverso de un lancero a caballo, que fue imitada, con ligeras modificaciones, en un diseño de Carlos Mingo, jefe de Grabado de la Fábrica Nacional de Moneda y Timbre, para las monedas de cinco y diez céntimos de peseta en el primer franquismo (1940 a 1953).